# مگس‌گیر ناستوده
مگس‌گیر ناستوده، مگس‌گیر بی‌آرایش یا مگس‌گیر بی‌ستایش (نام علمی: Miophobus inornatus) گونه‌ای از پرندگان از تیرهٔ ژیان‌مرغان (Tyrannidae) است که در بولیوی و پرو یافت می‌شود.